# Nathan Adler
Nathan Adler (Frankfurt del Main, 16 de desembre de 1741-1800) fou un alemany cabalista. Com a nen precoç es va guanyar l'admiració de Chaim Joseph David Azulai (Chida), qui, en 1752, anà a Frankfurt a sol·licitar contribucions pels pobres de Palestina. Adler va assistir a l'escola rabínica de Jacob Joshua, autor de Pene Yehoshua, que era en aquest temps rabí a Frankfurt, però el seu professor principal fou David Tevele Schiff, més tard rabí cap del Regne Unit. En 1761 establí un yeshivah, en el qual diversos rabins prominents van rebre les seves primeres ensenyances, notables entre els quals estaven Abraham Auerbach, Abraham Bing, rabí en Würzburg, i especialment Moses Sofer (Schreiber), rabí a Presburg.